# Grasberg (miniera)

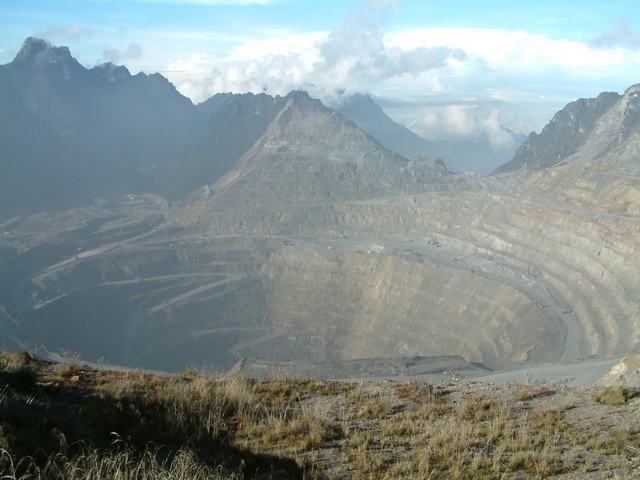
La miniera a cielo aperto di Grasber

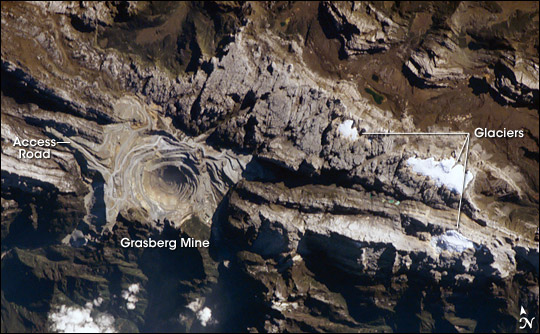
Il cratere della miniera dallo spazio

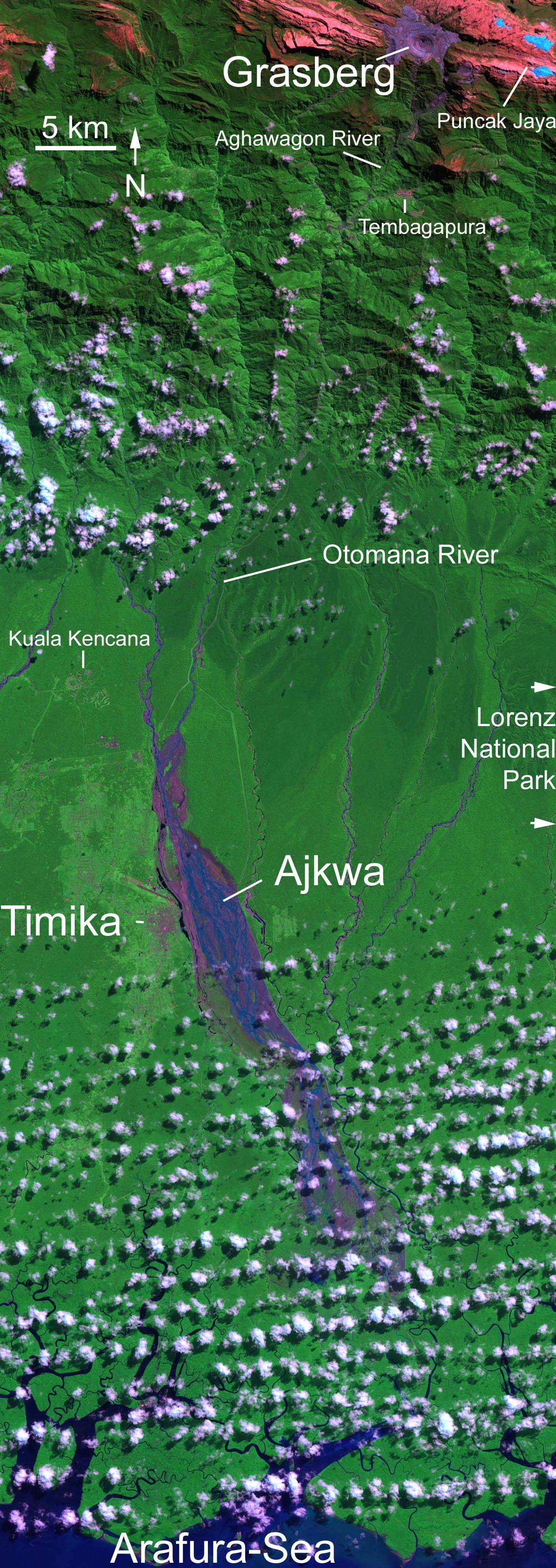
Gli effetti sulla sottostante foresta

La miniera di Grasberg è la più grande miniera di oro e la seconda miniera di rame al mondo. È anche una delle miniere più alte del mondo posta a oltre 4 000 metri. È situata nella provincia indonesiana di Irian Jaya in Nuova Guinea e occupa circa ventimila lavoratori. Di proprietà della ditta statunitense Freeport-McMoRan per il (67.3%),  PT Indocopper Investama Corporation (9.3%), governo indonesiano (9.3%) e Rio Tinto Group per il (13%). Nel 2006 ha prodotto 610 800 tonnellate di rame, 58,474 tonnellate di oro e 174,459 tonnellate di argento.